# Оррико, Коррадо
Корра́до Оррико (итал. Corrado Orrico; род. 16 апреля 1940, Масса, Тоскана) — итальянский футболист и тренер, известен как тренер «Интернационале» в 1991—1992 годах.

## Карьера

### Начало карьеры и главный тренер «Интернационале»
Начал главного тренера в нескольких команд низших лиг из Тосканы, но стал известен после того как почти вывел «Луккезе» из Серия B, после этого результата, директор «Интернационале» Эрнесто Пеллегрини подписал трехлетний контракт с Оррико вместо уволенного Джованни Трапаттони, который взял с командой чемпионство в сезоне 1988/1999. Одним из его первых решений в клубе было сменить 8-й номер Лоттара Маттеуса на 5-й номер. Тренер был уволен после первых матчей нового сезона и поражения от «Боавишты» в Кубке УЕФА.

### После «Интернационала»
После увольнения из «Интернационале» тренировал в командах из Тосканы. В 2008 году, возобновил карьеру главного тренер, возглавив клуб «Прато». В 2009 году покинул «Каррарезе» после самоубийства своего сына.
В 2013 году после увольнения Ренато Бузо, 73-летний Оррико был назначен тренером Гаворрано и закончил сезон в зоне вылета второго дивизиона Профессиональной лиги.